# Martin Mystère
 Ovo je glavno značenje pojma Martin Mystère. Za druga značenja pogledajte Martin Mystère (razdvojba).
Martin Mystère je strip junak čija su istraživanja povezana s nadnaravnim misterijima. Istoimeni strip stvorili su scenarist Alfredo Castelli i crtač Giancarlo Alessandrini 1982. godine za izdavačku kuću Sergio Bonelli Editore.

## Podaci o strip junaku
Martin Jacques Mystère, američke nacionalnosti, rođen je 26. svibnja 1942. u New Yorku, SAD. Diplomirao je antropologiju na sveučilištu Harvard 1964. godine. Iduće godine su mu roditelji poginuli u zrakoplovnoj nesreći, nakon čega je naslijedio bogatstvo. Nakon toga se preselio na dvije godine u Italiju gdje je pohađao firentinsku školu za likovnu umjetnost. 1973. s prijateljem i kolegom Sergejem Orloffom obilazi ruševine Mohenjo-Dara u Indiji, gdje se upoznaje s Jogom i drugim ezoteričnim znanostima. Po povratku u SAD napisao je svoju prvu knjigu, "Misteriji prošlosti" koja je postigla velik uspjeh. 1977. je na newyorškom sveučilištu upoznao Dianu Lombard a 1978. neandertalca Javu kojega je iz Mongolije doveo u civilizaciju. S vremenom se počeo baviti slučajevima koje arheologija i službena znanost nisu uspijevale objasniti pa je postao poznat kao "Detektiv nemogućega". Od 1987. povremeno je surađivao s američkom tajnom službom Drugdje. Upoznao je Dylana Doga i Mister Noa, s kojima je doživio nekoliko pustolovina. 1995. oženio se Dianom.

## Podaci o autorima

### Alfredo Castelli
Alfredo Castelli (rođen 26. lipnja 1947.) je talijanski autor stripova i pisac.
Rođen je u Milanu, karijeru započinje prilično rano, stvarajući strip Scheletrino, humoristični serijal za knjigu Diabolik, i to u dobi od samo 16 godina. 
1966., s Paolom Salom osmišljava Comics Club 104, prvi talijanski fanzin posvećen stripovima. Godinu dana kasnije Castelli počinje pisati scenarije za razne stripove, uključujući Pedrito el Drito i Piccola Eva koje je objavio Universo, Cucciolo i  Tiramolla za Edizioni Alpe, i Topolino za Mondadori. 
Nakon toga dolazi i na male ekrane, osmišljava reklame kao i scenarije za seriju Cappuccetto a Pois s Mariom Perego i film Il Tunnel sotto il Mondo. 1969. pridonosi stvaranju Tilta. Sljedeće godine, u suradnji s Pierom Carpijem izbacuje Horror magazin, u kojem objavljuje strip Zio Boris. Nakon toga ulazi u stalni sastav Il Corriere dei Ragazzi kao urednik, umjetnik i pisac. Ekskluziva za ovaj magazin je L'Ombra, vlastita misao o filmu Nevidljivi čovjek, crta ga Ferdinando Tacconi; zatim je tu Gli Aristocratici, grupacija kradljivaca gentlemana, također suradnja s Tacconijem; Otto Kruntz, ludi znanstvenik, kojeg crta Daniele Faragazzi; i L'Omino Bufo, apsurdan humor kojeg on osobno skicira.
1978. Castelli piše za Supergulp magazin o avanturama Allana Quatermaina, istraživača specijaliziranog za arheološke misterije koji nagovještava njegovu najpoznatiju kreaciju.
Iste godine ulazi u suradnju sa Sergiom Bonellijem, pišući scenarije za stripove Zagor i Mister No. Dvije godine kasnije, tada predaje novu ideju Bonelliju, baziranu na istraživaču iz New Yorka koji se bavi znanstvenim misterijama. Nakon dvogodišnjeg istraživanja, 1982. kreira Martina Mystèrea. Serijal, kojeg u početku crta Giancarlo Alessandrini,  ostvaruje pravu prekretnicu u povijesti stripa u Italiji, te uključuje modernije znanstvene teme u materiju koja je odisala konzervatizmom te je kao takva privlačila isključivo mlađu publiku. Martin Mystère otvara vrata mnogim drugim likovima novog kursa, kako kod Bonellija tako i kod drugih izdavača.
1983. Castelli i Guido "Silver" Silvestri ponovno izdaju Eureka magazin. Ipak, potrajao je tek 12 izdanja. 1992. Castelli lansira novu seriju stripova pod imenom Zona X, spin-off Martina Mystèrea, koje je izlazilo do 1999.
Castelli trenutno radi na knjizi o prvih 25 godina američkih novina i stripova (1895–1919). Knjiga se naziva Evo nas opet.

## Ostale zanimljivosti

### Nazivi stripa po državama
Naslov jugoslavenskog i srpskog izdanja ovog stripa je Marti Misterija, hrvatskog i talijanskog Martin Mystère, njemačkog Allan Dark, američkog Martin Mystery, a turskog Atlantis.

### PC avantura
Martin Mystère je bio i glavni lik PC videoigre Martin Mystère: Operation Dorian Gray. Ova avantura je svojevrstan remake stripa pod istim nazivom koji je kod vjernih obožavatelja stekao gotovo kultni status.

### Crtana serija
O Martinovim mladenačkim pustolovinama 2003. je napravljena crtana serija Martin Mystery. U njemu su biografija lika i prezime izmijenjeni a Diana mu je polusestra. Serija je zabilježila 66 epizoda unutar 3 sezone emitiranja, uz jedan specijalni nastavak, a pošto je bila vrlo dobro gledana 2012. počinje emitiranje novih nastavka uz novog distributera, poznati Paramount Pictures. Martinu u seriji glas posuđuje kanadski glumac Samuel Vincent.

### Spin-off
Robot s Martinovim sjećanjima i likom u budućnosti je saveznik Nathana Nevera. Taj robot također koristi ime Martin Mystère.

### Fanovi
Fanove ovog stripa možemo pronaći diljem zemaljske kugle, a oni najvjerniji dolaze iz Italije, zemalja bivše Jugoslavije, poput Hrvatske, Srbije, Bosne i Hercegovine, te Portugala, Španjolske i SAD-a.

### Mogući film ili serija
Već desetak godina postoji inicijativa da se snimi dugometražni film ili serija o pustolovinama Martina Mystèrea. Peticije, zamolbe i upiti su samo neki od pokušaja široke zajednice fanova Martina Mystèrea utječe na odluke filmskih studija, a dolazak Paramounta u crtanu seriju otvara prostor i nekim ozbiljnijim projektima ako se dotični uspješno realizira.

## Vanjske poveznice
- Službena stranica izdavača
- Recenzije izdanja
- Libellus izdanja  Arhivirana inačica izvorne stranice od 9. lipnja 2009. (Wayback Machine)
- Strip Agent izdanja
- Forum Martin Mystere